# Mas Samsó
El Mas Samsó és una masia situada en el terme municipal de Moià, a la comarca catalana del Moianès. Està situada a llevant de Moià, integrada en al nucli urbà. És a la carretera de Vic, la N-141c, al costat de llevant de la benzinera que hi ha en aquest lloc. És a l'extrem est del carrer del Mas Samsó.